# In Camera
In Camera je čtvrté sólové studiové album anglického hudebníka Petera Hammilla. Vydáno bylo v červenci roku 1974 společností Charisma Records a jeho producentem byl sám Hammill. Základy pro album si Hammill nahrál ve svém domácím studiu, přičemž deska byla následně dokončena v Trident Studios. Hráli na ní mimo jiné také dva Hammillovi bývalí spoluhráči z kapely Van der Graaf Generator – Judge Smith a Guy Evans.

## Seznam skladeb
Autorem všech skladeb je Peter Hammill.
1. Ferret and Featherbird – 3:43
2. (No More) the Sub-mariner – 5:47
3. Tapeworm – 4:20
4. Again – 3:44
5. Faint-Heart and the Sermon – 6:42
6. The Comet, the Course, the Tail – 6:00
7. Gog – 7:40
8. Magog (in Bromine Chambers) – 9:41

## Obsazení
- Peter Hammill – zpěv, kytara, baskytara, klavír, harmonium, syntezátor, mellotron
- Guy Evans – bicí
- Judge Smith – perkuse, doprovodné vokály
- Paul Whitehead – perkuse
- David Hentschel – programování